# Biblivre (software)
O Biblivre é um software livre gratuito para catalogação e a difusão de acervos de bibliotecas públicas e privadas, de variados portes. Entre as suas características estão: o controle de autoridades e de vocabulário, o gerenciamento da circulação do acervo que envolve os processos de consulta, empréstimo, renovação e a devolução dos materiais e a organização do processamento técnico que abarca desde o recebimento do material e sua descrição física até a impressão das etiquetas para armazenamento nas estantes.
Por estar adequado aos padrões internacionais da biblioteconomia o programa permite ainda a interoperabilidade entre sistemas de gerenciamento de acervo por meio do protocolo Z39.50, desse modo, é possível a mudança e migração de registros dos itens.

## Histórico
O software surgiu de um projeto criado pela Sociedade Amigos da Biblioteca Nacional (Sabin) com o objetivo de desenvolver um conjunto de programas livres para a automação de bibliotecas que fossem distribuídos gratuitamente, por isso, o nome inicial do programa era Biblioteca Livre após ter estabelecido uma parceria com a Universidade Federal do Rio de Janeiro (UFRJ) e seu programa de Pós-Graduação e Pesquisa em engenharia, o projeto obteve em 2006 o Itaú Cultural como patrocinador o que possibilitou financiamento necessário para desenvolver melhorias no programa e as versões subsequentes.

## Recursos
O Biblivre apresenta a maioria dos principais recursos dos softwares de gerenciamento de bibliotecas, quais sejam:
- Controle do processo de aquisição e circulação do acervo;
- Personalização do sistema;
- Processamento técnico de documentos diversificados;
- Instalação adicional dos softwares: Java Virtual Machine 1.8, Apache Tomcat 7.0 e PostgreSQL 9.3 necessários para a execução do programa;
- Compatibilidade com o padrão de metadados Marc 21.